# Tekes (fiume)
Il Tekes (in kazako Текес өзені?; 特克斯河S, Tèkèsī HéP) è il ramo sorgentifero di sinistra, o meridionale, dell'Ili; scorre attraverso il Kazakistan (regione di Almaty) e la Cina (Xinjiang).
Nasce all'estremità orientale del Terskey Alatau, sul versante settentrionale del settore centrale del Tien Shan, nel triangolo di confine tra Kirghizistan, Kazakistan e Cina. Le sue sorgenti sono situate nel sud-est del Kazakistan, appena a nord del Jengish Chokusu (già Pik Pobedy), che, con i suoi 7439 m, è la più alta vetta di questa imponente catena montuosa. Da lì, il Tekes, carico di acque, scorre verso nord-est attraversando il confine con la Regione autonoma uigura dello Xinjiang (Cina nord-occidentale), facendosi strada attraverso una valle di alta montagna sempre più ampia. Costeggia a sud le torreggianti montagne della catena dell'Ili, un altro settore del Tien Shan. Alla fine della valle, il Tekes confluisce nel Kunges, il vero ramo sorgentifero, o tratto superiore, dell'Ili, proveniente da est. Il Tekes ha una lunghezza di 438 km. Congela tra dicembre e marzo. La portata media in prossimità della foce è di 270 m³/s. L'acqua del Tekes viene utilizzata per l'irrigazione.